# Декротуар

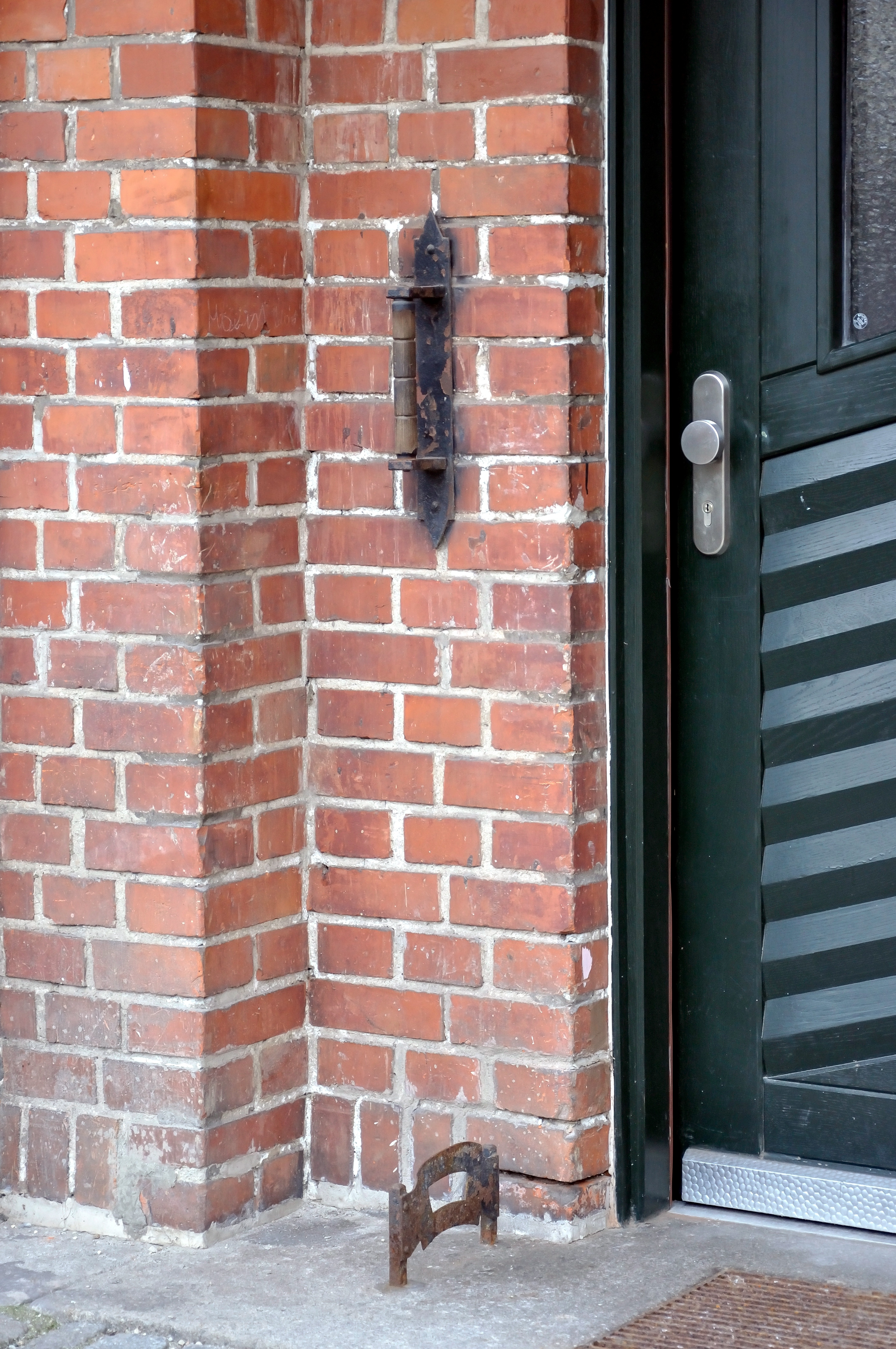
Дектротуар в м. Лінц, Австрія

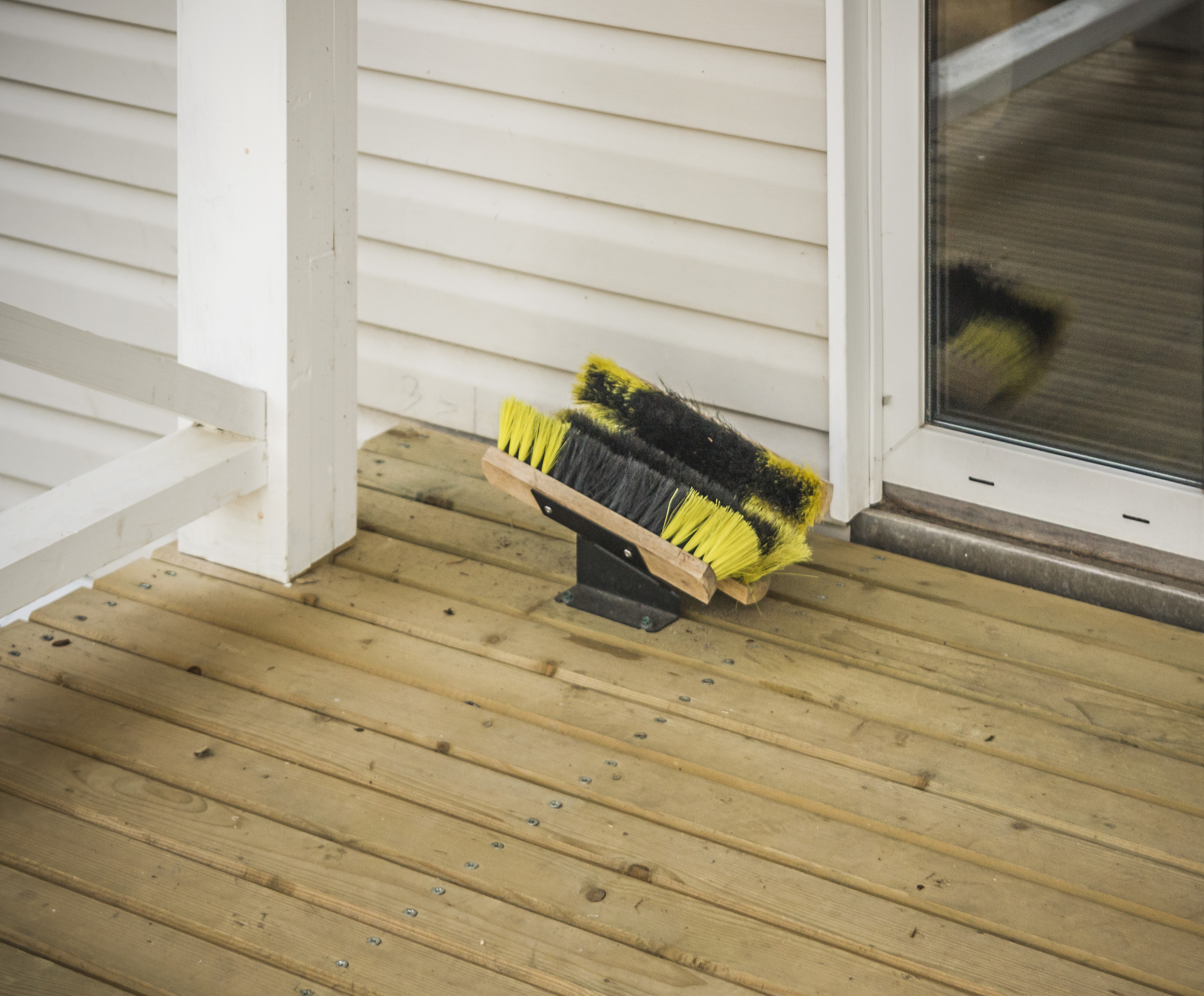
Сучасний декротуар

Декротуа́р (фр. décrottoir, від décrotter — «зчищати бруд») — пристосування у вигляді скребка для очищення взуття від бруду та снігу, що розміщене біля входу в будинок. У найпростішому виконанні є скобою, що вбита в землю біля вхідних дверей або розміщена на ґанку.
У ХІХ столітті були поширені у багатьох країнах, особливо там, де глинисті ґрунти сприяли постійному забрудненню взуття. Г. К. Честертон згадує декротуар, поряд із підставкою для парасольки, як характерні прикмети дрібнобуржуазного житла вікторіанської Англії. Посібники для молодих чоловіків включали вказівку користуванням декротуаром, щоб не заносити бруд на черевиках у будинок і тим самим полегшити працю дружини.